# Stroncone
Stroncone é uma comuna italiana da região da Umbria, província de Terni, com cerca de 4.416 habitantes. Estende-se por uma área de 71 km², tendo uma densidade populacional de 62 hab/km². Faz fronteira com Calvi dell'Umbria, Configni (RI), Cottanello (RI), Greccio (RI), Narni, Otricoli, Rieti (RI), Terni.
Pertence à rede das Aldeias mais bonitas de Itália.

## Demografia
| Variação demográfica do município entre 1861 e 2011                               |
|                                                                                   |
| Fonte: Istituto Nazionale di Statistica (ISTAT) - Elaboração gráfica da Wikipedia |